# 埃里克·弗莱姆
埃里克·弗莱姆（英語：Eric Flaim，1967年3月9日—），美国男子短道速滑、速度滑冰运动员。他曾代表美国参加1988年、1992年和1994年冬季奥林匹克运动会，获得二枚银牌。